# Cheyenne Hunter
Cheyenne Hunter (Salem, Nuevo Hampshire; 21 de febrero de 1964) es una actriz pornográfica retirada, bailarina y modelo erótica estadounidense.

## Biografía
Cheyenne Hunter, nombre artístico de Lisa-Marie Hovanian-Bohne, nació en febrero de 1964 en el pueblo de Salem, en el condado de Rockingham de Nuevo Hampshire, en el seno de una familia de ascendencia árabe y nativoamericana. Antes de entrar en la industria pornográfica trabajó como bailarina de estriptis y modelo erótica.
No sería hasta 2006, con 42 años, cuando se decidiera a dar el salto a la industria cinematográfica porno. A sus más de cuarenta años, y al igual que otras icónicas actrices que comenzaron con más de treinta años en el cine X, por su físico, edad y atributos, fue etiquetada como una actriz más cercana al término Cougar que MILF.
Desde su debut trabajó con productoras del sector como New Sensations, Devil's Film, VCA Pictures, Zero Tolerance, Anarchy Films, L Factor, Bang Bros o Naughty America, entre otras.
Algunos de sus trabajos son Big Mommy Boobs, Boob A Mammy, Cougar Cuntry, Crack That Ass 2, Desperate Housewives' Confessions, Hooter Nation 6, I Am Marco, MILF Bangin Brothas, Mommy Dearest o My Buddy's Hot Mom.
Decidió retirarse de la industria en 2012 para volver al mundo del baile, dejando grabadas más de 140 películas como actriz.